# Chêne-en-Semine
Chêne-en-Semine é uma comuna francesa na região administrativa de Auvérnia-Ródano-Alpes, no departamento da Alta Saboia. Estende-se por uma área de 9.46 km². Em 2010 a comuna tinha 521 habitantes (densidade: 55,1 hab./km²).